# Domagoj Vida
Domagoj Vida (Osijek, Yugoslavia, 29 de abril de 1989) es un futbolista croata que juega como defensa en el AEK Atenas F. C. de la Superliga de Grecia.

## Selección nacional
Fue internacional con la selección de Croacia. Hizo su debut en un amistoso contra Gales, entrando como sustituto de Darijo Srna. Fue convocado para la Eurocopa 2012.
El 14 de mayo de 2014 fue incluido en la lista preliminar de 30 jugadores que representó a Croacia en la Copa Mundial de Fútbol de 2014 en Brasil, siendo ratificado en la lista final de 23 futbolistas el 31 de mayo.
El 4 de junio de 2018 el seleccionador Zlatko Dalić lo incluyó en la lista de 23 para el Mundial. Jugó como titular y fue un jugador fundamental para que Croacia se convirtiera en finalista del torneo.
El 21 de julio de 2024 anunció su retirada como internacional después haber disputado 105 encuentros durante catorce años.

### Participaciones en Copas del Mundo
| Mundial                        | Sede   | Resultado     |
| ------------------------------ | ------ | ------------- |
| Copa Mundial de Fútbol de 2014 | Brasil | Primera fase  |
| Copa Mundial de Fútbol de 2018 | Rusia  | Subcampeón    |
| Copa Mundial de Fútbol de 2022 | Catar  | Tercer puesto |

### Participaciones en Eurocopas
| Eurocopa      | Sede              | Resultado        |
| ------------- | ----------------- | ---------------- |
| Eurocopa 2012 | Polonia y Ucrania | Primera fase     |
| Eurocopa 2016 | Francia           | Octavos de final |
| Eurocopa 2020 | Europa            | Octavos de final |
| Eurocopa 2024 | Alemania          | Primera fase     |

## Estadísticas

### Clubes
Actualizado al último partido jugado el 15 de enero de 2023.
| NK Osijek · Croacia | 2006-07       | 8   | 0  | 0  | 0  | 0 | 0 | 0  | 0 | 0 | 8   | 0  | 0  |
| NK Osijek · Croacia | 2007-08       | 21  | 0  | 1  | 0  | 0 | 0 | 0  | 0 | 0 | 21  | 0  | 1  |
| NK Osijek · Croacia | 2008-09       | 30  | 2  | 0  | 0  | 0 | 0 | 0  | 0 | 0 | 30  | 2  | 0  |
| NK Osijek · Croacia | 2009-10       | 27  | 4  | 3  | 0  | 0 | 0 | 0  | 0 | 0 | 27  | 4  | 3  |
| NK Osijek · Croacia | Total club    | 86  | 6  | 4  | 0  | 0 | 0 | 0  | 0 | 0 | 86  | 6  | 4  |
| Bayer Leverkusen · Alemania | 2010-11       | 1   | 0  | 0  | 0  | 0 | 0 | 8  | 0 | 1 | 9   | 0  | 1  |
| Bayer Leverkusen · Alemania | Total club    | 1   | 0  | 0  | 0  | 0 | 0 | 8  | 0 | 1 | 9   | 0  | 1  |
| Dinamo Zagreb · Croacia | 2011-12       | 29  | 2  | 2  | 0  | 0 | 0 | 12 | 0 | 0 | 41  | 2  | 2  |
| Dinamo Zagreb · Croacia | 2012-13       | 15  | 4  | 2  | 0  | 0 | 0 | 12 | 2 | 1 | 27  | 6  | 3  |
| Dinamo Zagreb · Croacia | Total club    | 44  | 6  | 4  | 0  | 0 | 0 | 24 | 2 | 1 | 68  | 8  | 5  |
| Dinamo de Kiev · Ucrania | 2012-13       | 12  | 1  | 0  | 0  | 0 | 0 | 2  | 0 | 0 | 14  | 1  | 0  |
| Dinamo de Kiev · Ucrania | 2013-14       | 17  | 0  | 1  | 4  | 1 | 1 | 5  | 0 | 0 | 26  | 1  | 2  |
| Dinamo de Kiev · Ucrania | 2014-15       | 19  | 2  | 2  | 7  | 0 | 1 | 10 | 1 | 0 | 36  | 3  | 3  |
| Dinamo de Kiev · Ucrania | 2015-16       | 18  | 2  | 0  | 4  | 0 | 1 | 5  | 0 | 0 | 27  | 4  | 3  |
| Dinamo de Kiev · Ucrania | 2016-17       | 28  | 3  | 2  | 5  | 1 | 0 | 6  | 0 | 0 | 39  | 4  | 2  |
| Dinamo de Kiev · Ucrania | 2017-18       | 9   | 2  | 0  | 1  | 0 | 0 | 8  | 0 | 0 | 18  | 2  | 0  |
| Dinamo de Kiev · Ucrania | Total club    | 103 | 10 | 5  | 21 | 2 | 3 | 36 | 1 | 0 | 160 | 13 | 8  |
| Besiktas JK Turquía | 2017-18       | 13  | 1  | 0  | 4  | 0 | 0 | 1  | 0 | 0 | 18  | 1  | 0  |
| Besiktas JK Turquía | 2018-19       | 31  | 3  | 1  | 0  | 0 | 0 | 7  | 0 | 0 | 38  | 3  | 1  |
| Besiktas JK Turquía | 2019-20       | 31  | 5  | 0  | 2  | 0 | 0 | 5  | 0 | 0 | 38  | 5  | 0  |
| Besiktas JK Turquía | 2020-21       | 34  | 5  | 0  | 4  | 1 | 0 | 1  | 0 | 0 | 39  | 6  | 0  |
| Besiktas JK Turquía | 2021-22       | 28  | 1  | 0  | 2  | 0 | 0 | 2  | 0 | 1 | 32  | 1  | 1  |
| Besiktas JK Turquía | Total club    | 137 | 15 | 1  | 12 | 1 | 0 | 16 | 0 | 1 | 165 | 16 | 2  |
| AEK Atenas Grecia | 2022-23       | 14  | 0  | 1  | 0  | 0 | 0 | 0  | 0 | 0 | 14  | 0  | 1  |
| AEK Atenas Grecia | Total club    | 14  | 0  | 1  | 0  | 0 | 0 | 0  | 0 | 0 | 14  | 0  | 1  |
| Total carrera | Total carrera | 385 | 37 | 15 | 33 | 3 | 3 | 84 | 3 | 3 | 483 | 40 | 21 |
| (1) Incluye datos de Copa de Ucrania, Supercopa de Ucrania y Copa de Turquía. (2) Incluye datos de Liga Europa de la UEFA y Liga de Campeones de la UEFA. |               |     |    |    |    |   |   |    |   |   |     |    |    |

### Selección
Actualizado al último partido jugado el 15 de enero de 2023.
| Selección | Temporada | Amistosos | Amistosos | Amistosos | Eliminatorias | Eliminatorias | Eliminatorias | Eurocopa | Eurocopa | Eurocopa | Mundial | Mundial | Mundial | Total | Total | Total  |
| Selección | Temporada | Part.     | Goles     | Asist.    | Part.         | Goles         | Asist.        | Part.    | Goles    | Asist.   | Part.   | Goles   | Asist.  | Part. | Goles | Asist. |
| --------- | --------- | --------- | --------- | --------- | ------------- | ------------- | ------------- | -------- | -------- | -------- | ------- | ------- | ------- | ----- | ----- | ------ |
| Croacia   |           |           |           |           |               |               |               |          |          |          |         |         |         |       |       |        |
| 2010      | 2         | 0         | 0         | 0         | 0             | 0             | -             | -        | -        | -        | -       | -       | 2       | 0     | 0     |        |
| 2011      | 1         | 0         | 0         | 3         | 0             | 0             | -             | -        | -        | -        | -       | -       | 4       | 0     | 0     |        |
| 2012      | 3         | 0         | 0         | 3         | 0             | 0             | 1             | 0        | 0        | -        | -       | -       | 7       | 0     | 0     |        |
| 2013      | 3         | 1         | 0         | 3         | 0             | 0             | -             | -        | -        | -        | -       | -       | 6       | 1     | 0     |        |
| 2014      | 3         | 0         | 0         | 3         | 0             | 0             | -             | -        | -        | 0        | 0       | 0       | 6       | 0     | 0     |        |
| 2015      | 1         | 0         | 0         | 6         | 0             | 0             | -             | -        | -        | -        | -       | -       | 7       | 0     | 0     |        |
| 2016      | 5         | 0         | 0         | 4         | 0             | 0             | 3             | 0        | 0        | -        | -       | -       | 12      | 0     | 0     |        |
| 2017      | 1         | 0         | 0         | 8         | 1             | 0             | -             | -        | -        | -        | -       | -       | 9       | 1     | 0     |        |
| 2018      | 6         | 1         | 0         | 4         | 0             | 0             | -             | -        | -        | 6        | 1       | 1       | 16      | 2     | 1     |        |
| 2019      | 1         | 0         | 0         | 7         | 0             | 0             | -             | -        | -        | -        | -       | -       | 8       | 0     | 0     |        |
| 2020      | 2         | 0         | 0         | 3         | 0             | 0             | -             | -        | -        | -        | -       | -       | 5       | 0     | 0     |        |
| 2021      | 2         | 0         | 0         | 5         | 0             | 0             | 4             | 0        | 0        | -        | -       | -       | 11      | 0     | 0     |        |
| 2022      | 3         | 0         | 0         | 2         | 0             | 0             | -             | -        | -        | -        | -       | -       | 5       | 0     | 0     |        |
| Total     | Total     | 33        | 2         | 0         | 51            | 1             | 0             | 8        | 0        | 0        | 6       | 1       | 1       | 98    | 4     | 1      |

### Resumen estadístico
| Competición           | Partidos | Goles | Asistencias |
| --------------------- | -------- | ----- | ----------- |
| Liga                  | 385      | 37    | 15          |
| Copas nacionales      | 33       | 3     | 3           |
| Copas internacionales | 84       | 3     | 3           |
| Selección absoluta    | 98       | 4     | 1           |
| Sub-21                | 19       | 2     | ?           |
| Sub-19                | 4        | 0     | ?           |
| Total                 | 623      | 49    | 22          |

## Palmarés

### Campeonatos nacionales
| Título                  | Club                   | País    | Año     |
| ----------------------- | ---------------------- | ------- | ------- |
| Primera Liga de Croacia | G. N. K. Dinamo Zagreb | Croacia | 2011-12 |
| Copa de Croacia         | G. N. K. Dinamo Zagreb | Croacia | 2011-12 |
| Copa de Ucrania         | F. C. Dinamo de Kiev   | Ucrania | 2013-14 |
| Liga Premier de Ucrania | F. C. Dinamo de Kiev   | Ucrania | 2014-15 |
| Copa de Ucrania         | F. C. Dinamo de Kiev   | Ucrania | 2014-15 |
| Liga Premier de Ucrania | F. C. Dinamo de Kiev   | Ucrania | 2015-16 |
| Supercopa de Ucrania    | F. C. Dinamo de Kiev   | Ucrania | 2016    |
| Superliga de Turquía    | Beşiktaş J. K.         | Turquía | 2020-21 |
| Copa de Turquía         | Beşiktaş J. K.         | Turquía | 2020-21 |
| Supercopa de Turquía    | Beşiktaş J. K.         | Turquía | 2021    |
| Superliga de Grecia     | AEK Atenas F. C.       | Grecia  | 2022-23 |
| Copa de Grecia          | AEK Atenas F. C.       | Grecia  | 2022-23 |